# Platyderus lencinai
Platyderus lencinai – gatunek chrząszcza z rodziny biegaczowatych. Endemit południowo-wschodniej Hiszpanii.

## Taksonomia
Gatunek ten opisany został po raz pierwszy w 2011 roku przez Aleksandra Aniszczenkę na łamach „Baltic Journal of Coleopterology”. Jako miejsce typowe wskazano gminę Riópar w hiszpańskiej prowincji Albacete. Epitet gatunkowy nadano na cześć entomologa, José Luisa Lenciny Gutiérreza. W obrębie podrodzaju nominatywnego rodzaju Platyderus omawiany takson zaliczono do grupy gatunków ruficollis-subcrenatus.

## Morfologia i zasięg
Chrząszcz o ciele długości od 7,3 do 8,5 mm, matowym u samic, błyszczącym zaś u samców. Ubarwienie jest ciemnobrązowe do niemal czarnego, o nieco rozjaśnionych czułkach, głaszczkach, odnóżach i epipleurach. Głowa jest zaokrąglona, o powierzchni grzbietowej niepunktowanej, z parą niewyraźnych, płytkich wcisków na czole. Przedni brzeg wargi górnej jest lekko wykrojony, a jej powierzchnia pokryta mikrorzeźbą o równej średnicy oczkach. Owłosienie czułków zaczyna się od członu czwartego. Oczy złożone są duże i płaskie. 1,21–1,24 raza szersze niż dłuższe przedplecze ma rozwarte i wyraźne kąty tylne oraz wszystkie krawędzie obrzeżone. Dołki przypodstawowe przedplecza są długie, podłużne, prawie liniowate, nieregularnie zagłębione, od brzegów bocznych oddzielone wypukłymi i lekko punktowanymi powierzchniami. Lekko wyniesiony dysk przedplecza ma wyraźną, głęboką, prawie dochodzącą do krawędzi przedniej i tylnej linię pośrodkową. Pokrywy są wydłużone, regularnie owalne, najszersze w połowie długości, o zaokrąglonych i pozbawionych ząbków kątach barkowych. Podstawa pokryw obrzeżona jest na całej szerokości. Rzędy są głębokie, na całej długości równej głębokości, bardzo drobno punktowane, międzyrzędy zaś płaskie i pozbawione punktowania. W okolicy tarczki obecny jest rządek przytarczkowy i chetopor (punkt szczecinkowy) przytarczkowy. Chetopor środkowy umieszczony jest na trzecim rzędzie. Skrzydła tylnej pary są uwstecznione. Spód ciała ma niepunktowane pleury przedtułowia (propleury), episternity śródtułowia (mezepisternity), episternity zatułowia (metepisternity), zapiersie (metawentryt) oraz sternity odwłoka. Genitalia samca mają endofallus położony w poprzek płata środkowego edeagusa, zaopatrzony w symetryczne guzki nasadowo-boczny wewnętrzny i nasadowo-boczny grzbietowy.
Owad palearktyczny, endemiczny dla prowincji Albacete w południowo-wschodniej Hiszpanii.